# Макс Браун
Макс Браун (англ. Max Braun) — американський легкоатлет, срібний призер Олімпійських ігор 1904 року з перетягування канату.
На III літніх Олімпійських іграх у Сент-Луїсі (США) у складі команди «Southwest Turnverein of Saint Louis № 1» посів друге місце в змаганнях з перетягування канату.